# 558 Carmen
Carmen (asteroide 558) é um asteroide da cintura principal com um diâmetro de 59,31 quilómetros, a 2,7811452 UA. Possui uma excentricidade de 0,0431148 e um período orbital de 1 809,83 dias (4,96 anos).
Carmen tem uma velocidade orbital média de 17,47072151 km/s e uma inclinação de 8,3662º.
Esse asteroide foi descoberto em 9 de Fevereiro de 1905 por Max Wolf.